# Iván Romeo
Iván Romeo Abad (Valladolid, 16 agosto 2003) è un ciclista su strada spagnolo che corre per la Movistar Team.

## Palmarès

### Strada
- 2021 (Juniores)

Campionati spagnoli, Prova a cronometro Junior
Campionati spagnoli, Prova in linea Junior
- 2023 (Movistar Team, una vittoria)

5ª tappa Tour de l'Avenir (La Tour-de-Salvagny > Lago di Aiguebelette)
- 2024 (Movistar Team, una vittoria)

Campionati del mondo, Prova a cronometro Under-23
- 2025 (Movistar Team, tre vittorie)

3ª tappa Volta a la Comunitat Valenciana (Algemesí > Alpuente)
3ª tappa Giro del Delfinato (Brioude > Charantonnay)
Campionati spagnoli, Prova in linea

#### Altri successi
- 2022 (Hagens Berman Axeon)

Classifica giovani International Tour of Rhodes
- 2025 (Movistar Team)

Classifica giovani UAE Tour

## Piazzamenti

### Grandi Giri
- Tour de France

2025: 107º

### Classiche monumento
- Giro delle Fiandre

2023: ritirato
- Parigi-Roubaix

2023: ritirato
- Liegi-Bastogne-Liegi

2024: ritirato

### Competizioni mondiali
- Campionati del mondo

Fiandre 2021 - Cronometro Junior: 13º
Fiandre 2021 - In linea Junior: 20º
Wollongong 2022 - Cronometro Under-23: ritirato
Wollongong 2022 - Staffetta: 10º
Wollongong 2022 - In linea Under-23: ritirato
Glasgow 2023 - Staffetta: 11º
Glasgow 2023 - Cronometro Under-23: 15º
Glasgow 2023 - In linea Under-23: 8º
Zurigo 2024 - Cronometro Under-23: vincitore
Zurigo 2024 - In linea Under-23: 9º

### Competizioni europee
- Campionati europei

Trento 2021 - In linea Junior: 11º
Trento 2021 - In linea Junior: 33º
Anadia 2022 - Cronometro Under-23: 8º
Anadia 2022 - In linea Under-23: 29º
Drenthe 2023 - Cronometro Under-23: 4º
Drenthe 2023 - In linea Under-23: 2º